# Verton
Verton é uma comuna francesa na região administrativa de Altos da França, no departamento de Pas-de-Calais. Estende-se por uma área de 11,06 km². Em 2010 a comuna tinha 2 525 habitantes (densidade: 228,3 hab./km²).